# 丹麥的朱麗安妮·索菲
丹麥的朱麗安妮·索菲（丹麥語：Juliane Sophie af Danmark，1788年2月18日—1850年5月9日），丹麥國王克里斯蒂安八世的妹妹。

## 婚姻
1812年，朱麗安妮·索菲與黑森-菲利普斯塔爾-巴赫菲爾德伯爵阿道夫的兒子威廉（1786年—1834年）結婚，兩人沒有子女。

## 丹麥王位繼承
1848年，朱麗安妮·索菲的哥哥克里斯蒂安八世去世，其子弗雷德里克七世繼位。弗雷德里克結過兩次婚，但皆以離婚收場且沒有任何子女，因此朱麗安妮·索菲的弟弟斐迪南成為王位繼承人。朱麗安妮·索菲於1850年去世，同年丹麥政府將她的妹妹夏洛特公主的女婿克里斯蒂安選為丹麥王儲，後者在1863年繼承王位，稱克里斯蒂安九世。